# Comuna Botiza, Maramureș
Botiza (în maghiară: Batiza) este o comună în județul Maramureș, Transilvania, România, formată numai din satul de reședință cu același nume.

## Demografie
Componența etnică a comunei Botiza
     Români (96,25%)
     Alte etnii (0%)
     Necunoscută (3,75%)
Componența confesională a comunei Botiza
     Ortodocși (94,14%)
     Greco-catolici (1,64%)
     Alte religii (0,34%)
     Necunoscută (3,88%)
Conform recensământului efectuat în 2021, populația comunei Botiza se ridică la 2.373 de locuitori, în scădere față de recensământul anterior din 2011, când fuseseră înregistrați 2.717 locuitori. Majoritatea locuitorilor sunt români (96,25%), iar pentru 3,75% nu se cunoaște apartenența etnică. Din punct de vedere confesional, majoritatea locuitorilor sunt ortodocși (94,14%), cu o minoritate de greco-catolici (1,64%), iar pentru 3,88% nu se cunoaște apartenența confesională.

## Politică și administrație
Comuna Botiza este administrată de un primar și un consiliu local compus din 11 consilieri. Primarul, Florea Poienar[*], de la Partidul Social Democrat, este în funcție din 2012. Începând cu alegerile locale din 2024, consiliul local are următoarea componență pe partide politice:
|  | Partid                          | Consilieri | Componența Consiliului | Componența Consiliului | Componența Consiliului | Componența Consiliului | Componența Consiliului | Componența Consiliului | Componența Consiliului |
|  | ------------------------------- | ---------- | ---------------------- | ---------------------- | ---------------------- | ---------------------- | ---------------------- | ---------------------- | ---------------------- |
|  | Partidul Social Democrat        | 7          |                        |                        |                        |                        |                        |                        |                        |
|  | Alianța pentru Unirea Românilor | 2          |                        |                        |                        |                        |                        |                        |                        |
|  | Partidul Național Liberal       | 1          |                        |                        |                        |                        |                        |                        |                        |
|  | Partidul Puterii Umaniste       | 1          |                        |                        |                        |                        |                        |                        |                        |

## Vezi și
- Biserica de lemn din Botiza
- Codrii seculari de la Strâmbu - Băiuț (sit Natura 2000)
- Valea Izei și Dealul Solovan (sit de importanță comunitară)
- Valea Izei și Dealul Solovan (arie de protecție specială avifaunistică)